# Batter Up
Batter Up è un brano musicale del rapper statunitense Nelly, pubblicato come quarto ed ultimo singolo estratto dall'album Country Grammar l'11 settembre 2001. Il brano utilizza un campionamento della sigla della sitcom I Jefferson. Nel video musicale prodotto per Batter Up, fa un'apparizione cameo proprio Sherman Hemsley, attore protagonista della serie.

## Tracce
CD-Single (Universal 015 200-2)
1. Batter Up (Radio Edit) – 4:12
2. Batter Up (Full Phat Radio Edit) – 4:07

Durata totale: 8:19

## Classifiche
| Classifica (2000) | Posizione più alta |
| ----------------- | ------------------ |
| Australia         | 19                 |
| Germania          | 79                 |
| Paesi Bassi       | 31                 |
| Svizzera          | 75                 |